# Teleskopgatan

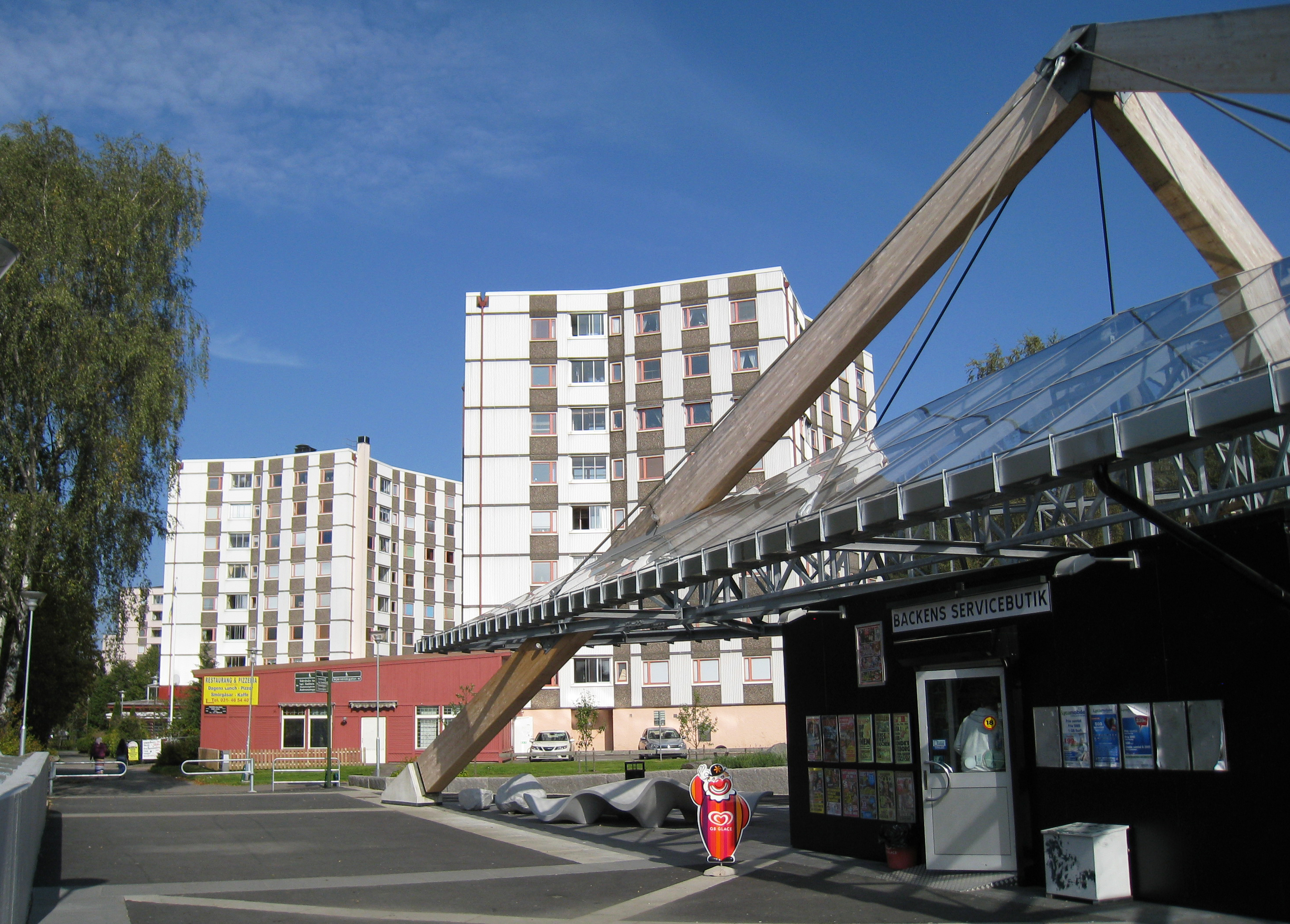
Teleskopgatan. Servicebutik vid spårvagnshållplatsen.

Teleskopgatan är ett bostadsområde och en spårvagnshållplats i västra Bergsjön, Göteborg. Gatunamnet från 1967 är ett gruppnamn, rymd och universum, som är vanligt i stadsdelen..

## Stjärnhus

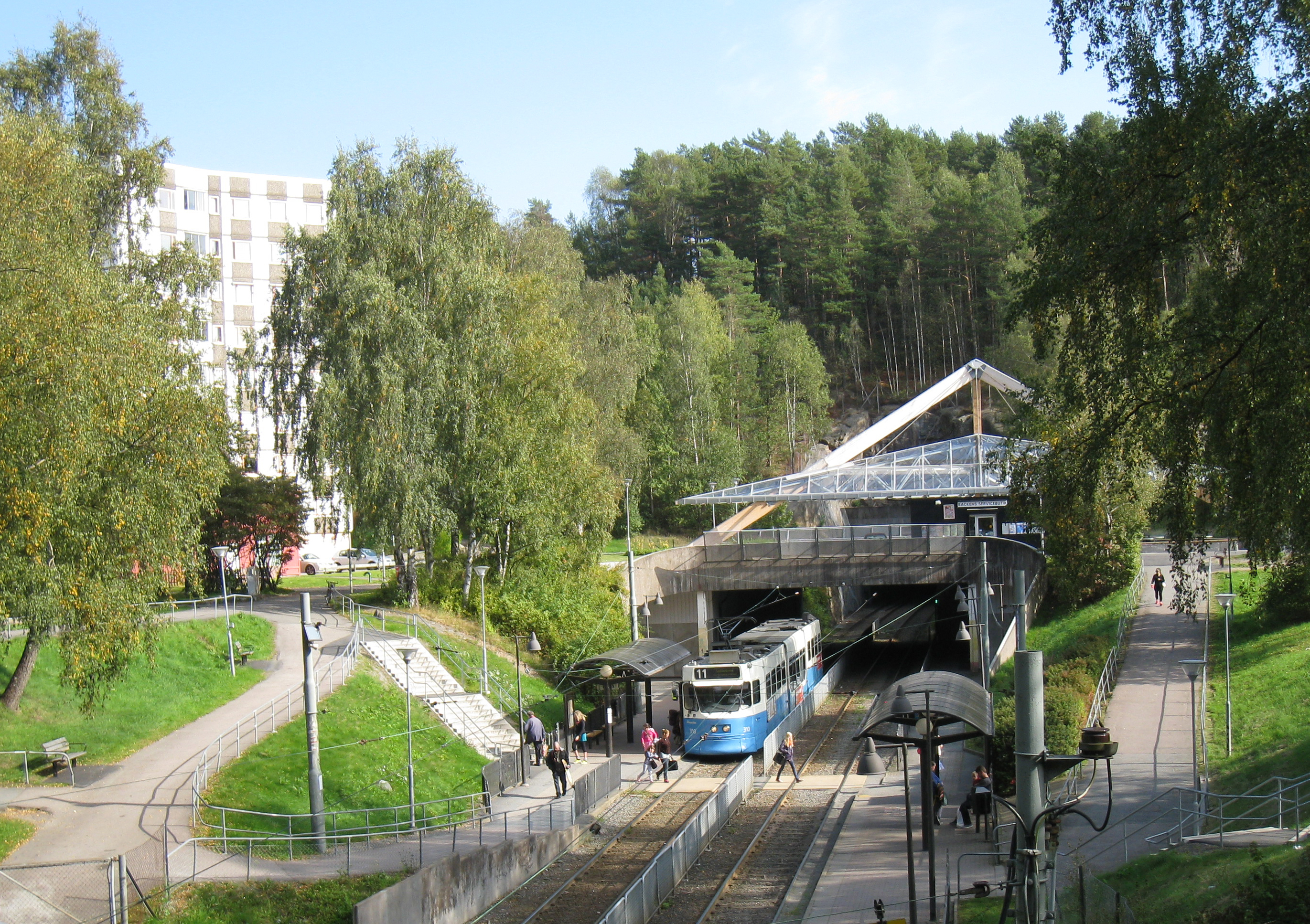
Teleskopgatan. Spårvagnshållplatsen.

Längs Backens dalgång ligger nio åttavånings elementbyggda så kallade stjärnhus som uppfördes 1969. Exakt samma hus, ritade av Lars Ågren, hade redan hade byggts nordväst om Frölunda Torg, men under miljonprogrammet på 1960-talet var behovet av bostäder så stort att man återanvände ritningar från tidigare byggda områden. Hushöjdens åtta våningar bestämdes av att brandkårens stegar räckte 22 meter och en hiss ansågs ekonomisk först när den delades av 40 lägenheter. 40 lägenheter på 8 våningar blev 5 lägenheter per våningsplan. I en presentation av hustypen skrev bostadsbolagets direktör: "Detta geometriska problem har lösts genom en s k turbinlösning med fem inbördes lika lägenheter kring ett femkantigt trapphus med öppen trappa i mitten, ett stjärnhus."

## KollektivhusetStacken

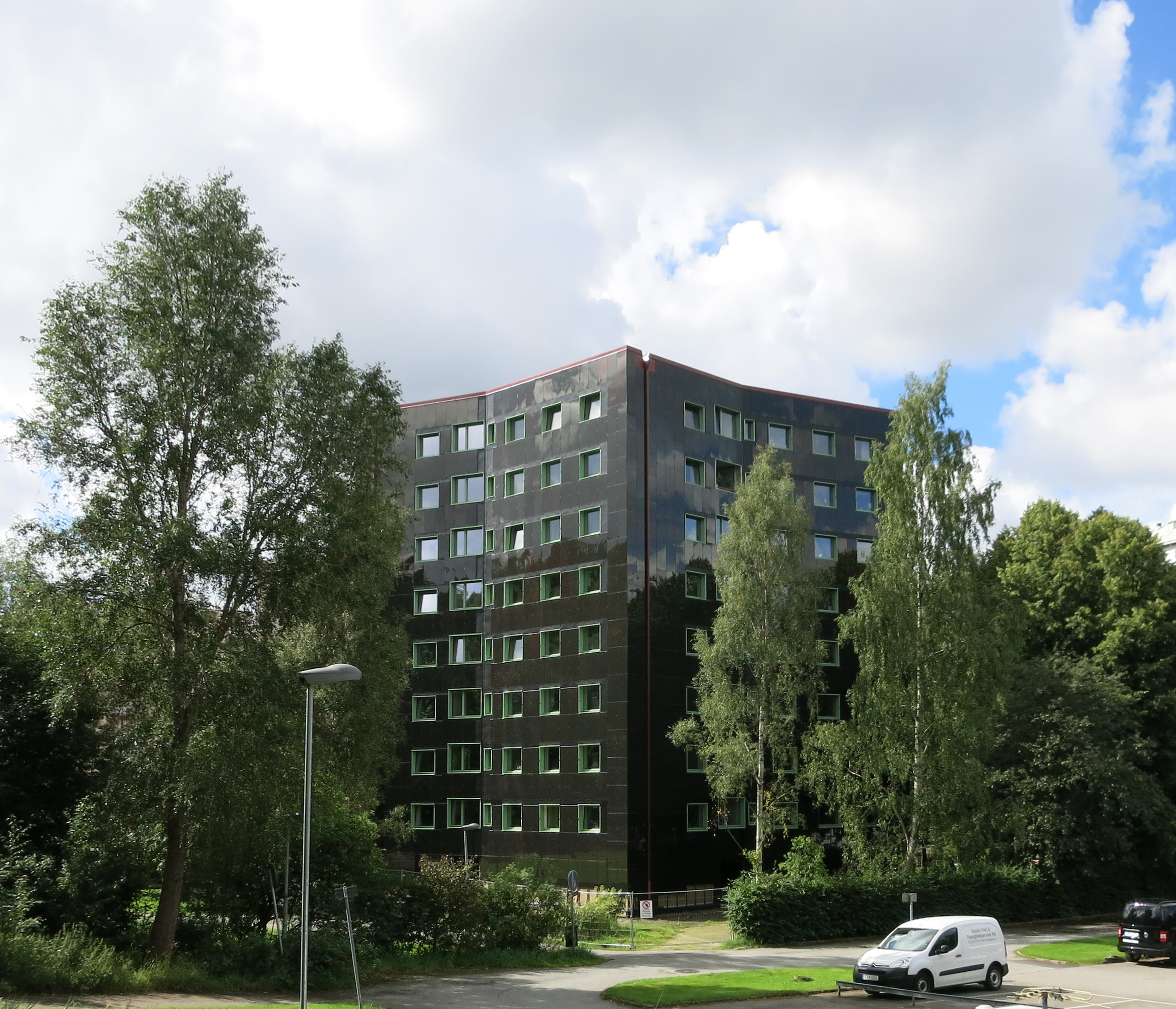
Kollektivhuset Stacken. Fasad 2017 efter ombyggnad

Då utvecklingen vände blev många lägenheter aldrig uthyrda. Teleskopgatan 2 användes därför av sin ägare bostadsbolaget Göteborgshem till kontor 1975-1978, men då flyttade man till det nybyggda Angereds centrum och huset stod därmed tomt. Den arkitekt som ritat husen, Lars Ågren, fick uppdraget att bygga om Teleskopgatan 2 till ett kollektivhus. Det stod klart 1980 och fick namnet Stacken. Under 2016-2017 har huset byggts om till ett passivhus och fått helt ny fasadbeklädnad.

## Upprustning och ombildning
Många lägenheter stod tomma och vissa hade överhuvudtaget aldrig varit uthyrda då Göteborgshem på 1980-talet sålde fastigheterna till Riksbyggen. De två husen närmast spårvagnshållplatsen (nummer 16 och 18), som byggdes om till serviceboende för äldre och knöts samman med en vinterträdgård, liksom husen nummer 4 till 12, som ombildades till bostadsrätter och rustades upp. Huset nummer 14 blev kvar i stadens ägo, eftersom man där hade inrett kontor för stadsdelsförvaltningen, men det byggdes om till bostadsrättshus 2006, då kontoret flyttade till Kortedala.

## Spårvagnshållplatsen

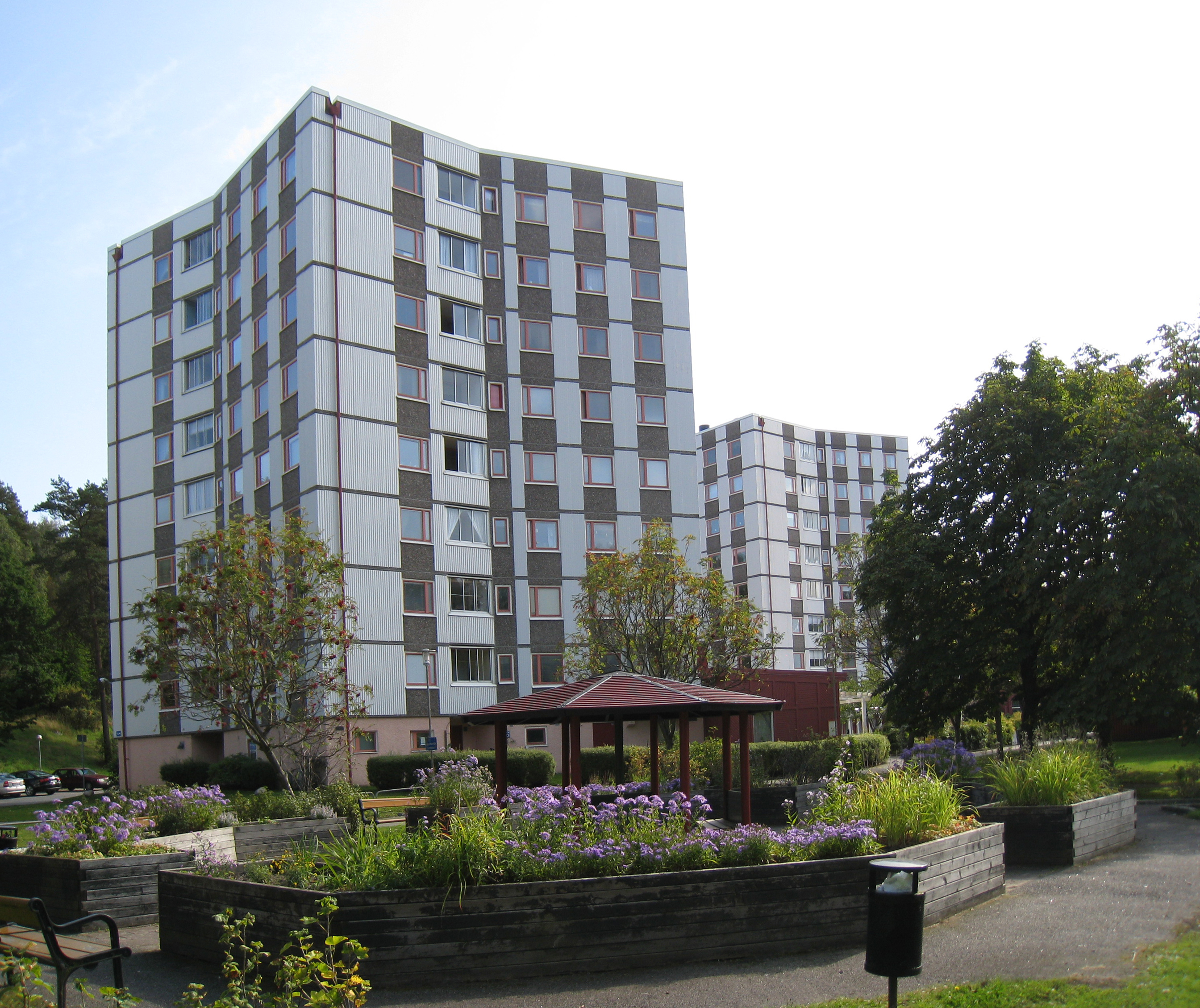
Teleskopgatan 16.

Den ursprungliga spårvagnshållplatsen övergavs i början av 2000-talet, men den omfattande betongkonstruktionen fanns kvar, då pengar saknades till rivning. Genom medel från en stadsmiljösatsning inom EU-projektet Utveckling Nordost byggdes hållplatsen om fullständigt 2013. Efter samråd med de boende byggdes fler gångstråk och nya trappor till och från hållplatsen, som därmed blev tryggare och mer tillgänglig. Ett stort, trekantigt tak i härdat glas som hålls uppe av balkar och vajrar reser sig över servicebutiken och ger intryck av rymdstation. 

## Tryggare kan ingen vara
Vintern 1984 stod ett helt hus tomt och var därmed ledigt för uthyrning. Detta utnyttjades av Göteborgs-tv som spelade in Carin Mannheimers socialrealistiska tv-serie Tryggare kan ingen vara ... där.